# Borboropactus nyerere
Borboropactus nyerere es una especie de araña cangrejo del género Borboropactus, familia Thomisidae. Fue descrita científicamente por Benjamin en 2011.

## Distribución
Esta especie se encuentra en Tanzania.